# Пословицы (книга)
«Посло́вицы» или «Ада́гии» (лат. Adagia) — книга гуманиста Эразма Роттердамского, собрание греческих и латинских пословиц и крылатых выражений с комментариями составителя. Впервые изданная в 1500 году, книга имела огромный успех и повлияла на многих европейских писателей и мыслителей.

## Составление и издание
В начале 1500 года Эразм Роттердамский вернулся из Англии во Францию. Живя в Париже, он занимался изучением греческого языка и составлением сборника греческих и латинских пословиц. В июне 1500 года издатель Жан Филиппи выпустил книгу Эразма под названием «Сборник пословиц» (Adagiorum Collectanea), в которой было 818 пословиц.
Второе издание, которое называлось «Хилиады пословиц» (Adagiorum chiliades) и было в три раза больше предыдущего, вышло в Венеции у издателя Альда Мануция в 1508 году. Третье издание — в Базеле у издателя Иоганна Фробена в 1516 году. Это издание было тоже существенно дополнено, но не столько за счёт пословиц, которых насчитывалось 3411, сколько за счёт комментариев. Эразм до конца жизни не прекращал работу над книгой, и последнее прижизненное издание состояло уже из 4151 пословицы. Всего при жизни Эразма вышло более шестидесяти переизданий.
После смерти Эразма до конца XVI века вышло около семидесяти пяти изданий, а затем количество переизданий стало уменьшаться: в XVII веке — двадцать четыре, в XVIII веке — только одно.
На русский язык книга полностью не переведена. Перевод комментария к пословице «Навозник гонится за орлом», сделанный Симоном Маркишем, опубликован в 33-м томе серии «Библиотека всемирной литературы» (1971).

## Содержание
Книга содержит, в основном, пословицы и крылатые выражения, взятые у античных (греческих и латинских) авторов. Кроме этого, включены цитаты из Библии и небольшое количество голландских народных пословиц.
Но главное, что делает книгу ценной, это не сами пословицы, а комментарии составителя. Эразм приводит множество цитат-примеров, указывает несколько версий происхождения пословицы, даёт естественно-научные сведения (из Аристотеля, Теофраста, Плиния Старшего, Диоскорида), использует древние и новые анекдоты, упоминает личные впечатления и детали из своей биографии (например, о том, как заблудился по дороге из Шлеттштадта в Базель). Эразм ссылается не только на античных и древнехристианских авторов, но и на своих современников, особенно на итальянского гуманиста Эрмолао Барбаро.
Размеры комментариев разнятся: от двух строк до двадцати столбцов. Крупные комментарии вырастают в отдельные эссе — «шедевры эразмовой публицистики». Всего в книге одиннадцать таких комментариев-эссе, посвящённых следующим пословицам: «И царём, и глупцом надо родиться», «Взимать подать с мёртвого», «Торопись не спеша», «Человек — что пузырь на воде», «Спарта тебе досталась — её и украшай», «Как бельмо на глазу», «Подвиги Геркулеса», «Силены Алкивиада», «Навозник гонится за орлом», «Война сладка тому, кто её не изведал», «И бык остался бы цел». В комментарии к пословице «Подвиги Геркулеса» Эразм, в частности, пишет о трудностях, которые возникали у него при составлении «Пословиц»: необходимость много читать и переводить, напряжение памяти, спешка. В комментарии к пословице «Навозник гонится за орлом» орлы сравниваются с государями:
Итак, разновидностям птиц нет числа… и тем не менее среди всех только орла сочли мудрецы пригодным для того, чтобы изобразить подобие государя, орла — не красивого, не певчего, не съедобного, но плотоядного, хищника, грабителя, разбойника, воинственного, одинокого, ненавистного всем, всеобщее наказание, способного причинить бездну вреда и, однако же, еще более зложелательного, чем зловредного.
Хотя стилю книги свойственны поэтичность и ораторский блеск, но есть в ней и недостатки: случайная композиция, банальные толкования, повторы, избыток цитат.

## Значение
Книга «Пословицы» имела огромный успех. По мнению нидерландского историка Йохана Хёйзинги, «Пословицами» (а также другой своей книгой, «Разговорами запросто») Эразм сделал античность доступной более широкому кругу. Немецкий гуманист Беатус Ренанус сообщал, что после издания «Пословиц» автора даже упрекали: «Эразм, ты разгласил наши таинства». Благодаря этим книгам Эразм остался единственным гуманистом, чьё имя широко известно во всём мире.
Следы влияния «Пословиц» можно обнаружить у таких европейских писателей и мыслителей, как Мартин Лютер, Франсуа Рабле, Мишель Монтень, Этьен де ла Боэси, Фрэнсис Бэкон, Уильям Шекспир.

### Издание на русском языке
- Эразм Роттердамский. Навозник гонится за орлом // Себастиан Брант. Корабль дураков. Эразм Роттердамский. Похвала глупости. Навозник гонится за орлом. Разговоры запросто. Письма тёмных людей. Ульрих фон Гуттен. Диалоги. — М.: Художественная литература, 1971. — С. 208—236. — 767 с. — (Библиотека всемирной литературы).

### Исследования, справочная литература
- Эразм Роттердамский : [арх. 20 декабря 2022] / Голубков А. В. // Большая российская энциклопедия : [в 35 т.] / гл. ред. Ю. С. Осипов. — М. : Большая российская энциклопедия, 2004—2017.
- Маркиш С. П. Знакомство с Эразмом из Роттердама. — М.: Художественная литература, 1971. — 223 с.
- Маркиш С. П.. Эразм Роттердамский // Краткая литературная энциклопедия / Гл. ред. А. А. Сурков. — М. : Советская энциклопедия, 1975. — Т. 8. Флобер — Яшпал. — С. 935—937.
- Пуришев Б. И. Немецкий и нидерландский гуманизм // Себастиан Брант. Корабль дураков. Эразм Роттердамский. Похвала глупости. Навозник гонится за орлом. Разговоры запросто. Письма тёмных людей. Ульрих фон Гуттен. Диалоги. — М.: Художественная литература, 1971. — С. 5—25. — 767 с. — (Библиотека всемирной литературы).
- Хёйзинга Й. Эразм // Культура Нидерландов в XVII веке. Эразм. Избранные письма. Рисунки. — СПб.: Издательство Ивана Лимбаха, 2009. — С. 13—203. — 680 с.